# Anhaltisches Staatsarchiv
Das Anhaltische Staatsarchiv, bis 1919 Herzoglich Anhaltisches Haus- und Staatsarchiv, war das für die Überlieferung des Fürstentums, des Herzogtums und des Freistaates bzw. ab 1934 Landes Anhalt zuständige staatliche Archiv. Es befand sich im Schloss Zerbst. Dessen Nachfolgeeinrichtung war das Landesarchiv Oranienbaum als frühere Außenstelle des Staatsarchivs Magdeburg, heutiger Rechts- und Funktionsnachfolger ist die Abteilung Dessau des Landesarchivs Sachsen-Anhalt.

## Geschichte

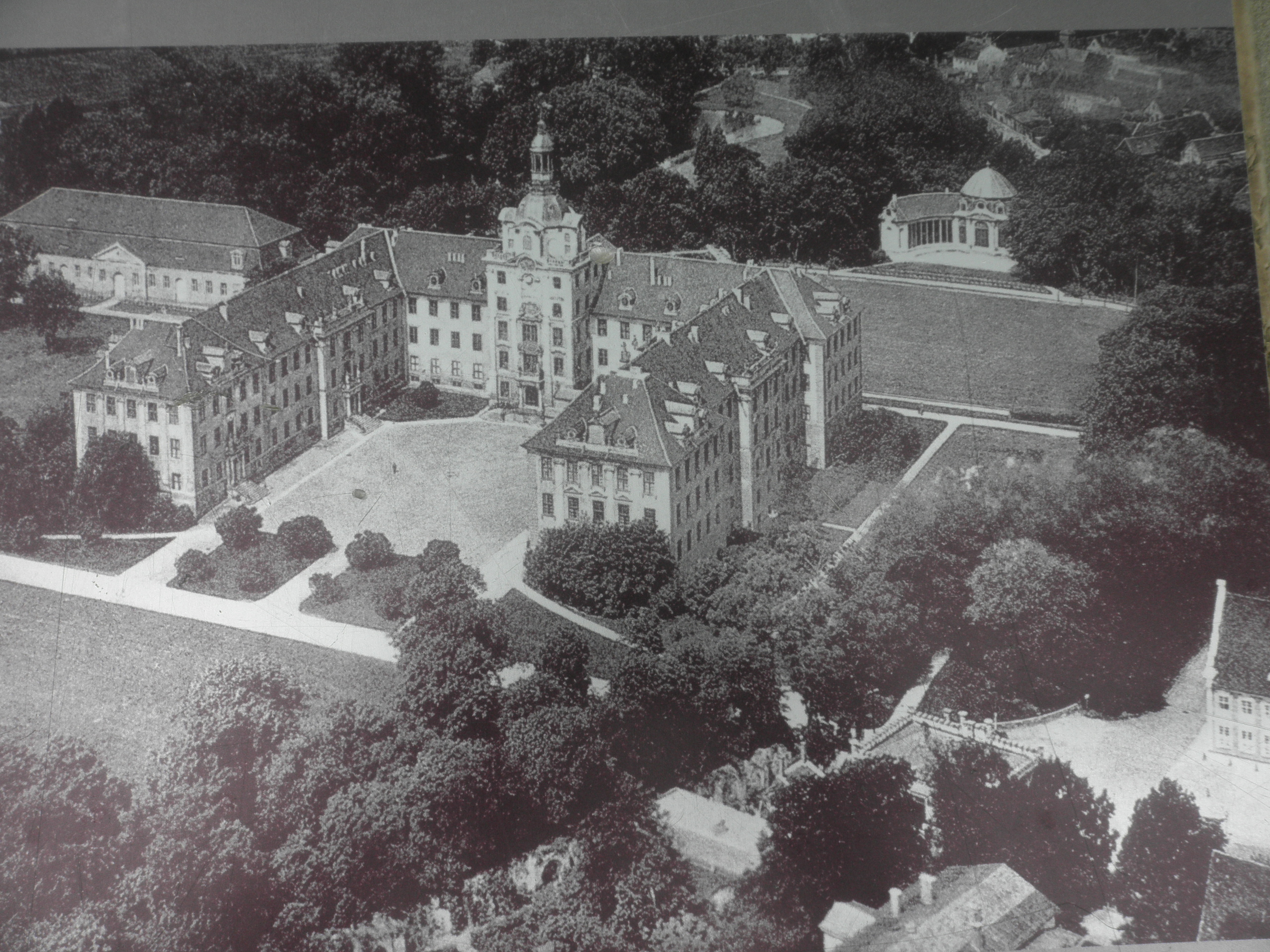
Schloss Zerbst (vor 1945)

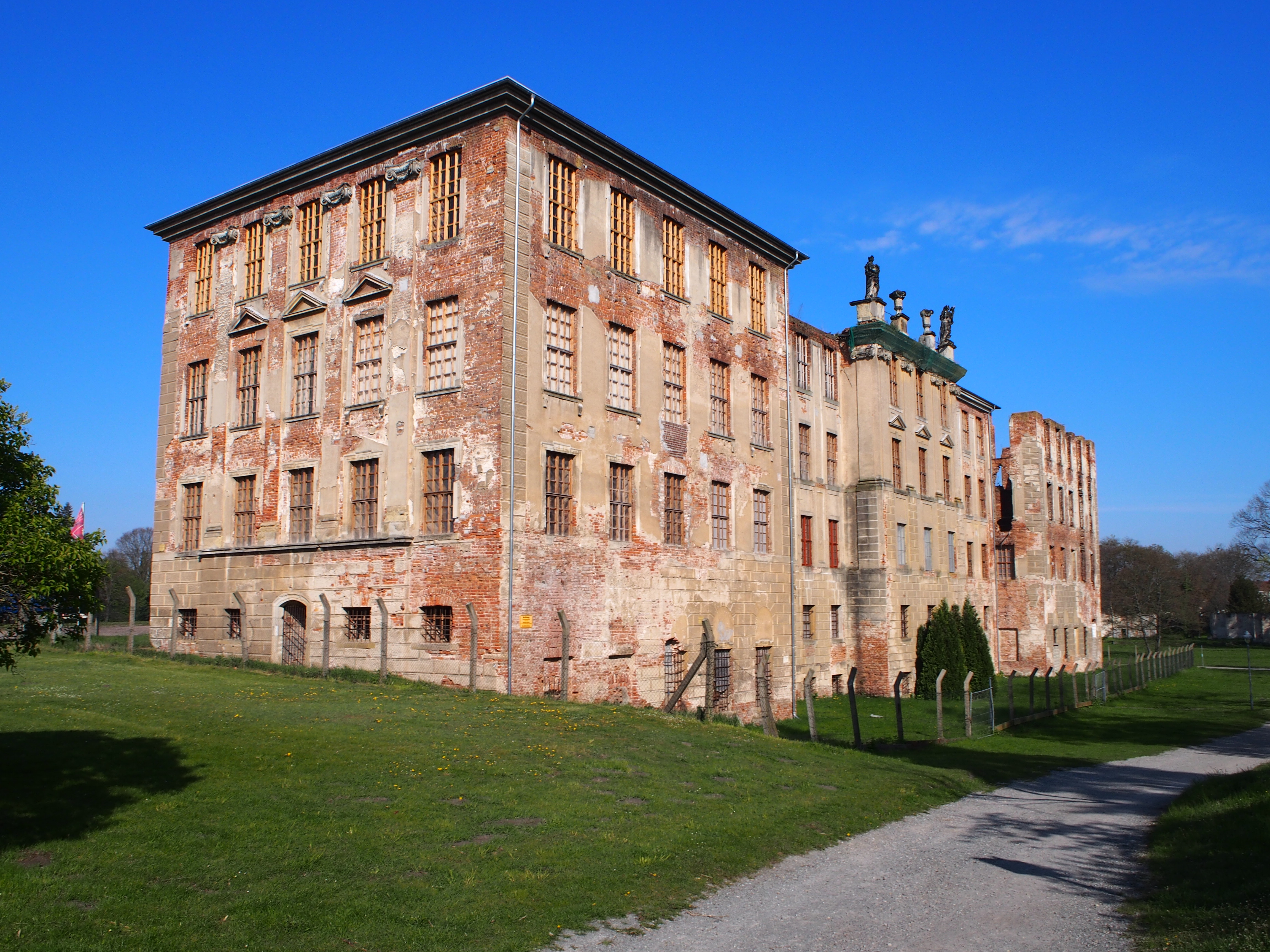
Ostflügel des Schlosses Zerbst (2017)

Ein festes Kanzleiwesen scheint sich in Anhalt erst gegen Ende des 13. Jahrhunderts entwickelt zu haben. Schriftlich fassbar wird ein anhaltisches Archivwesen im Jahr 1339, als Abt Eckart von Ballenstedt den Fürsten Albrecht und Waldemar von Anhalt eine Urkunde über den Verkauf des Dorfes Niendorf mit seinem Abtssiegel bestätigt. Dabei erwähnt er, dass es eine frühere Urkunde zum gleichen Verkauf mit dem Siegel des Ballenstedter Kapitels gibt: „littere predicte recondite sunt in Cerwist cum aliis litteris dictorum principum“, und belegt so, dass es in Zerbst ein fürstliches Archiv gegeben hat. Es ist davon auszugehen, dass auch andere anhaltische Fürsten ein solches Archiv unterhalten haben. Mit der Vereinigung der anhaltischen Linien im ausgehenden 16. Jahrhundert wurde die Überlieferung im Dessauer Schloss als Gesamtarchiv zusammengeführt, nach der erneuten Teilung des Fürstentums bildeten sich mehrere Linienarchive in den jeweiligen Residenzen, bis nach dem erneuten Zusammenfall 1863 die Gründung eines eigenen Archivs erforderlich wurde. Die Wahl fiel auf den Standort Zerbst, wo das Herzoglich Anhaltische Haus- und Staatsarchiv 1872 Räume im Corps de logis und Ostflügel des Schlosses bezog. Es war dem Herzoglichen Staatsministerium zugeordnet. Infolge des Gesetzes über die Auseinandersetzung mit dem früheren Herzoglichen Hause und des darauf basierenden Auseinandersetzungsvertrags vom 23. Juli 1919 erfolgte eine Trennung der Bestände des Herzoglichen Hausarchivs von den staatlichen Beständen, die beide im Zerbster Schloss verblieben. 1920 wurde das Zerbster Stadtarchiv ebenfalls dorthin überführt.

## Bestände
Der Gesamtumfang der Bestände lässt sich nicht mehr exakt rekonstruieren. Kernbestände waren das Anhaltische Gesamtarchiv mit der Überlieferung bis zur Landesteilung sowie die so genannten Abteilungsbestände der Teilfürstentümer, die nach einem bibliothekarischen Ordnungsschema als Einheitsbestände formiert wurden.
Nachweisbar sind folgende Repertorien:
- Rep. 1 Grundbücher (Salbücher)
- Rep. 2 Gerichtsbücher (Handelsbücher)
- Rep. 3 Lehnbücher
- Rep. 4 Ordensarchiv
- Rep. 5 Anhalt-Dessauisches Staatsministerium
- Rep. 6 Anhalt-Dessau-Köthensches Gesamtstaatsministerium
- Rep. 7 Anhaltisches Staatsministerium Anhalt-Dessau-Köthen
- Rep. 8 Anhalt-Bernburgisches Staatsministerium
- Rep. 9 Anhaltisches Staatsministerium
- Rep. 10 Anhaltisches Staatsministerium – Kriegshefte
- Rep. 11 Anhaltische Zolldirektion
- Rep. 12 Regierung Dessau, Abt. des Innern
- Rep. 12 Regierung Dessau, Abt. des Innern (neu)
- Rep. 13 Regierung Bernburg
- Rep. 14 Finanzdirektion
- Rep. 14 A Forstakten
- Rep. 14 B Domänenakten
- Rep. 14 F Regierung, Abt. Forstwesen
- Rep. 15 Anhaltisches Konsistorium
- Rep. 15 A Konsistorium Zerbst
- Rep. 15 B Konsistorium Köthen
- Rep. 16 Militärakten
- Rep. 17 Strafanstalt Coswig
- Rep. 18 Anhaltischer Landtag
- Rep. 19 Landesrabbinat
- Rep. 20 Katholische und jüdische Personenstandsregister
- Rep. 21 Kreisphysikate
- Rep. 22 Kreisdirektionen
- Rep. 23 Kreisverwaltungsgerichte
- Rep. 24 Herzogliches Oberlandesgericht
- Rep. 25 Anhaltisches Statistisches Landesamt
- Rep. 26 Anhaltische Salzwerke Solvayhall
- Rep. 27 Oberlandesgericht Dessau
- Rep. 28 Appellationsgericht Bernburg
- Rep. 29 Kreisgerichte, Stadt- und Landgerichte, Kreisgerichtskommissionen
- Rep. 30 Oberstaatsanwalt Dessau
- Rep. 31 Staatliche Notariate
- Rep. 32 Bauverwaltung Ballenstedt

### Deposita
- Dep. 2 Liedertafel Zerbst
- Dep. 6 Landwirtschaftlicher Verein Zerbst
- Dep. 8 Anhaltische Innungen
- Dep. 9 Beamtenbund, Ortskartell Köthen
- Dep. 11, I Reichsbehörden, Versorgungsamt Dessau
- Dep. 11, III Reichsbehörden, Reichspatentamt
- Dep. 12a Herbergen zur Heimat (Wander-Arbeitsstätten)
- Dep. 15 Familienarchiv der von Röder zu Hoym und Harzgerode
- Dep. 17 Familienarchiv Bergholz
- Dep. 18 Archivalien der Stadt Großalsleben
- Dep. 19 Archivalien der Stadt Jeßnitz
- Dep. 20 Landwirtschaftlicher Verein Köthen

### Ohne Repertorienbezeichnung nachweisbare Bestände
- Verein für Geflügelzucht und Vogelschutz zu Zerbst und Umgegend
- Klub-Gesellschaft in Zerbst
- Freimaurerloge Esiko zum aufgehenden Licht
- Flottenverein

## Leiter
Leiter des Staatsarchivs waren Ferdinand Siebigk (1872–1886), Franz Kindscher (1886–1901), Hermann Wäschke (1901–1925), Theodor Schulze (1925–1926) und Reinhold Specht (1926–1945, in Personalunion mit der Leitung des Stadtarchivs Zerbst). Bis Ende 1945 leitete der zuvor als Staatsarchivassessor beschäftigte Wolf-Heino Struck das Archiv anstelle des inhaftierten Reinhold Specht.

## Kriegsverluste

Eigentumsstempel des Anhaltischen Staatsarchivs

1942 setzten Archivgutverbringungen an mehrere Auslagerungsorte ein. Das Schloss Zerbst wurde beim Bombardement der Stadt am 16. April 1945 schwer beschädigt, viele der noch im Keller lagernden Archivalien gingen verloren. Die ausgelagerten und die im Zerbster Schloss verbliebenen Archivalien wurden nach und nach in das Schloss Oranienbaum verbracht.
Ein anderer Teil der Überlieferung wurde in Schachtanlagen der Solvaywerke in Bernburg (Saale) und der Preussag in Schönebeck (Elbe) verbracht. Viele der dort eingelagerten Bestände wurde von der amerikanischen Besatzungsmacht beschlagnahmt und später im Archivlager Göttingen sowie in Koblenz verwahrt, bis sie 1987 in die Außenstelle Oranienbaum des Staatsarchiv Magdeburg zurückkehrten. Andere Archivalien wurden in Zerbst und an den Auslagerungsorten entfremdet.
Die Dienstregistratur des Anhaltischen Staatsarchivs fiel ebenso wie die Dienstbibliothek dem Luftangriff auf Zerbst zum Opfer. Der heutige Bestand Z 290 Staatsarchiv Zerbst enthält nur Überlieferungssplitter.
Alle derzeit als Kriegslust geltenden Archivalien sind in der Datenbank www.lostart.de nachgewiesen. Das Landesarchiv Sachsen-Anhalt konnte in den letzten Jahren mehrere als verloren geltende Archivalien aus Privathand wieder zurückgewinnen.